# Epilobium fragile
Epilobium fragile är en dunörtsväxtart som beskrevs av Samuelsson. Epilobium fragile ingår i släktet dunörter, och familjen dunörtsväxter. Inga underarter finns listade i Catalogue of Life.